# Given Singuluma
Given Singuluma (19 de julio de 1986) es un jugador internacional zambiano, Juega como delantero y su club actual es el TP Mazembe de la República Democrática del Congo.

## Trayectoria
Singuluma empezó su carrera en Lusaka. Ha jugado en el Zanaco Football Club de Zambia y en el Bay United Football Club de Sudáfrica antes de ir al TP Mazembe en 2009.
Entre sus logros más importantes con el TP Mazembe destaca la Liga de Campeones de la CAF en 2009 y el Subcampeonato del Mundial de Clubes en diciembre de 2010.

## Selección nacional
Debutó para la Selección de fútbol de Zambia en 2006, y ha sido internacional 15 veces, en las que ha marcado 3 goles. Singulama participço en la Copa Africana de Naciones en 2010. 

### Participaciones con la selección
| Torneo                                  | Sede            | Resultado        |
| --------------------------------------- | --------------- | ---------------- |
| Campeonato Africano de Naciones de 2009 | Costa de Marfil | Tercer lugar     |
| Copa Africana de Naciones de 2010       | Angola          | Cuartos de final |

## Clubes
| Temporada | País                              | Club                      | Partidos | Goles |
| --------- | --------------------------------- | ------------------------- | -------- | ----- |
| 2003      | (Zambia)                          | National Assembly Lusaka  | 19       | 2     |
| 2004      | (Zambia)                          | National Assembly Lusaka  | 21       | 1     |
| 2005      | (Zambia)                          | National Assembly Lusaka  | 17       | 4     |
| 2006      | (Zambia)                          | National Assembly Lusaka  | 14       | 2     |
| 2007      | (Zambia)                          | National Assembly Lusaka  | 59       | 6     |
| 2007/2008 | (Sudáfrica)                       | Bay United Port Elizabeth | 99       | 20    |
| 2008      | (Zambia)                          | Zanaco Lusaka             | 36       | 8     |
| 2009      | (República Democrática del Congo) | TP Mazembe Lubumbashi     | 34       | 42    |
| 2010      | (República Democrática del Congo) | TP Mazembe Lubumbashi     | 198      | 22    |

## Partidos con la selección
| Temporada | Bandera           | País   | Partidos | Goles |
| --------- | ----------------- | ------ | -------- | ----- |
| 2006      | Bandera de Zambia | Zambia | 7        | 1     |
| 2008      | Bandera de Zambia | Zambia | 9        | 2     |
| 2009      | Bandera de Zambia | Zambia | 7        | 0     |
| 2010      | Bandera de Zambia | Zambia | 2        | 0     |

## Palmarés

### Distinciones individuales
| Distinción                                   | Año  |
| -------------------------------------------- | ---- |
| Goleador del Campeonato Africano de Naciones | 2009 |